# Dichelobius etnaensis
Dichelobius etnaensis är en mångfotingart som beskrevs av Edgecombe och Gonzalo Giribet 2004. Dichelobius etnaensis ingår i släktet Dichelobius och familjen fåögonkrypare. Inga underarter finns listade i Catalogue of Life.